# フォーラムシネマネットワーク
フォーラムシネマネットワーク（FORUM CINEMA NETWORK）は、山形県山形市に本部を置く映画興行会社株式会社フォーラム運営委員会（フォーラムうんえいいいんかい）を母体とし、フォーラムマルチプレックスシアターズが運営する映画館ネットワークである。
運営する全ての地区において、市民の出資を集めて開館する珍しい形の設立形態である。

## 概要
山形には大手映画会社の直営館はあったが、映画好きが求める作家性の高いアート系の作品は東京まで行って見るしかない状況にあった。そんな中、1979年（昭和54年）に「山形えいあいれん」という自主上映サークルが生まれ、月1回、見たい映画の上映会が開かれるようになった。
そこから「自分たちの映画館を作ろう」との機運が高まり、山形大学を卒業後、映画館に就職し運営ノウハウを学んだ長沢裕二（フォーラムシネマネットワーク代表）らが中心となり出資金を募り、1984年（昭和59年）1月、フォーラム運営委員会が設立され、7月に山形市大手町に独自ビルで映画館を開館した。その後、東北各地および北関東などにネットワークを広げ、映画館空白地にも映画館を建設している。

## 沿革
- 1979年（昭和54年）
  - 4月 - 「山形県映画センター」設立。
  - 12月 - 映画サークル「山形えいあいれん」設立。
- 1984年（昭和59年）
  - 1月 - 株式会社フォーラム運営委員会設立（資本金1,000万円）。
  - 7月 - フォーラム山形1・2を開館。
- 1987年（昭和62年）7月 - フォーラム福島1・2を開館。
- 1989年（平成元年）4月 - 山形ヌーベルF 1・2を開館。
- 1992年（平成4年）10月 - フォーラム福島3・4を開館。
- 1993年（平成5年）
  - 5月 - 福島東宝スカラ座を開館。
  - 8月 - フォーラム盛岡を開館。
- 1994年（平成6年）6月 - フォーラム盛岡2を開館。
- 1995年（平成7年）5月 - フォーラム盛岡3を開館。
- 1997年（平成9年）4月 - 福島東宝スカラ座を閉館し、フォーラム福島5・6を開館。
- 1999年（平成11年）12月 - フォーラム仙台（3スクリーン）を開館。
- 2000年（平成12年）
  - 8月 - 株式会社フォーラムマルチプレックスシアターズ（資本金5,000万円）設立。
  - 12月 - マルチプレックスシアター・ソラリス（6スクリーン）を開館。
- 2001年（平成13年）3月 - 山形ヌーベルF 1・2を閉館。
- 2003年（平成15年）
  - 5月 - 株式会社八戸フォーラム（資本金8,000万円）設立。
  - 9月 - フォーラム八戸（9スクリーン）開館。
- 2004年（平成16年）6月 - チネ・ラヴィータ（2スクリーン、仙台）開館。
- 2005年（平成17年）4月 - フォーラム山形を大手町から香澄町に移転し、2スクリーンから5スクリーンに拡張。
- 2006年（平成18年）12月 - フォーラム盛岡1 - 3 閉館と同時に移転、開館（7スクリーン）。
- 2008年（平成19年）6月 - 株式会社フォーラム運営委員会 増資（資本金4,000万円）。
- 2009年（平成21年）
  - 8月 - アートフォーラム（2スクリーン、盛岡）開館。チネ・ラヴィータ（3スクリーン、仙台）移転。
  - 12月 - フォーラム那須塩原（9スクリーン）開館。
- 2010年（平成22年）11月 - フォーラム東根（8スクリーン）開館[3]。
- 2017年（平成29年）1月 - 企業グループ名を「フォーラムネットワーク」から、「フォーラムシネマネットワーク」に改称。
- 2023年（令和5年）1月 - フォーラム八戸が閉館。
- 2024年（令和6年）3月 - チネ・ラヴィータ閉館。

## 劇場
フォーラムと最初につく館は、2009年までは「○○フォーラム」と地域名が最初に来ていた。
| 劇場名             | 所在地           | 併設施設               | 開館日     | 規模               | 備考                     |
| ------------------ | ---------------- | ---------------------- | ---------- | ------------------ | ------------------------ |
| フォーラム福島     | 福島県福島市     | -                      | 1987年8月  | 6スクリーン 673席  |                          |
| フォーラム仙台     | 宮城県仙台市     | 伊澤竹に雀ビル 1階     | 1999年12月 | 3スクリーン 190席  |                          |
| ソラリス           | 山形県山形市     | 霞城セントラル 地下2階 | 2000年12月 | 6スクリーン 682席  |                          |
| フォーラム山形     | 山形県山形市     | ベガスベガスビル 1階   | 2005年4月  | 5スクリーン 565席  | 現在の劇場は2代目。      |
| フォーラム盛岡     | 岩手県盛岡市     | MOSS 5階               | 2006年12月 | 7スクリーン 954席  | 現在の劇場は2代目。      |
| フォーラム那須塩原 | 栃木県那須塩原市 | ビバモール那須塩原     | 2009年12月 | 9スクリーン 1410席 | 2016年12月9日、4DX導入。 |
| フォーラム東根     | 山形県東根市     | -                      | 2010年12月 | 8スクリーン 1031席 |                          |

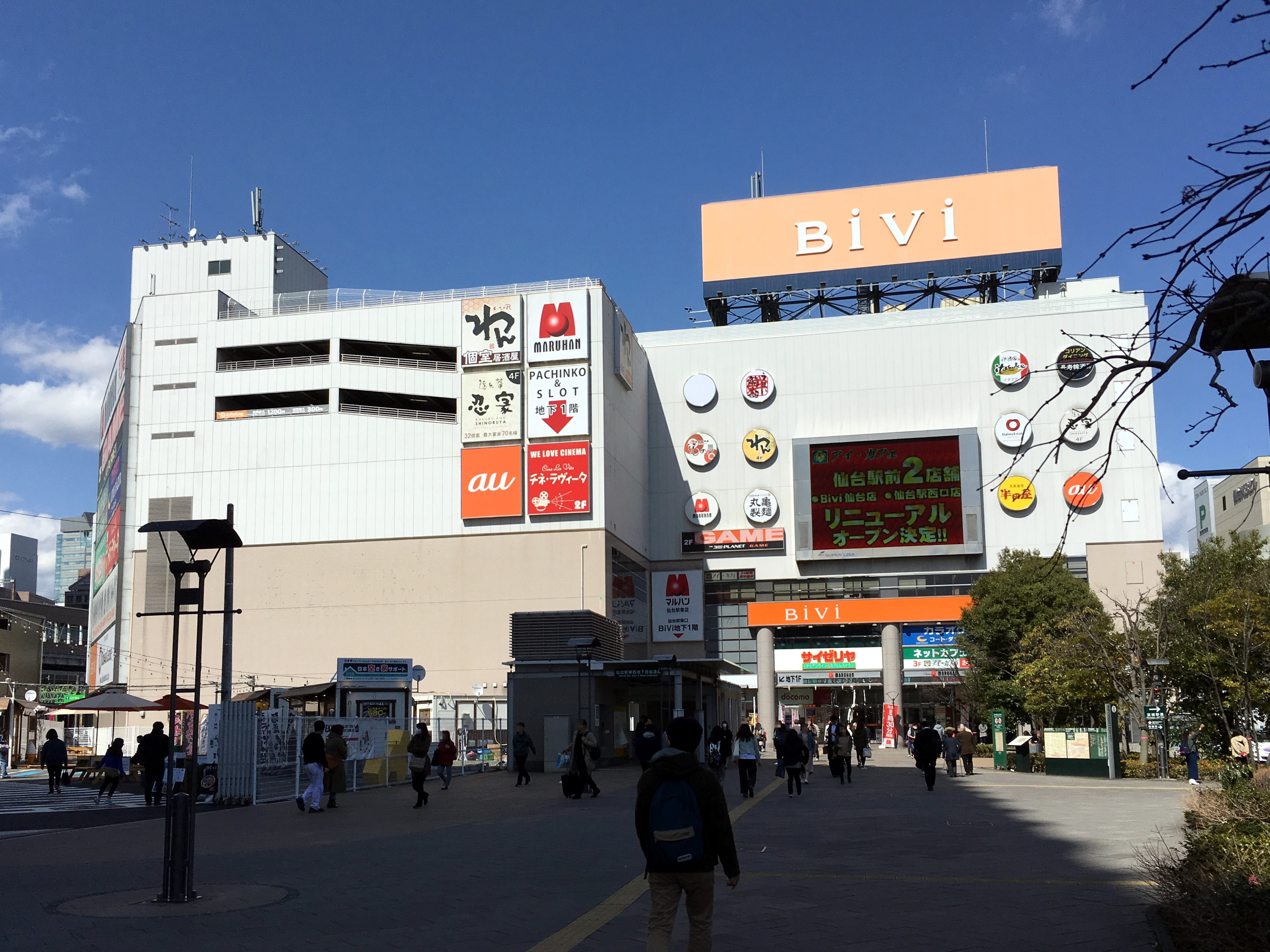
チネ・ラヴィータがあるBiVi仙台駅東口
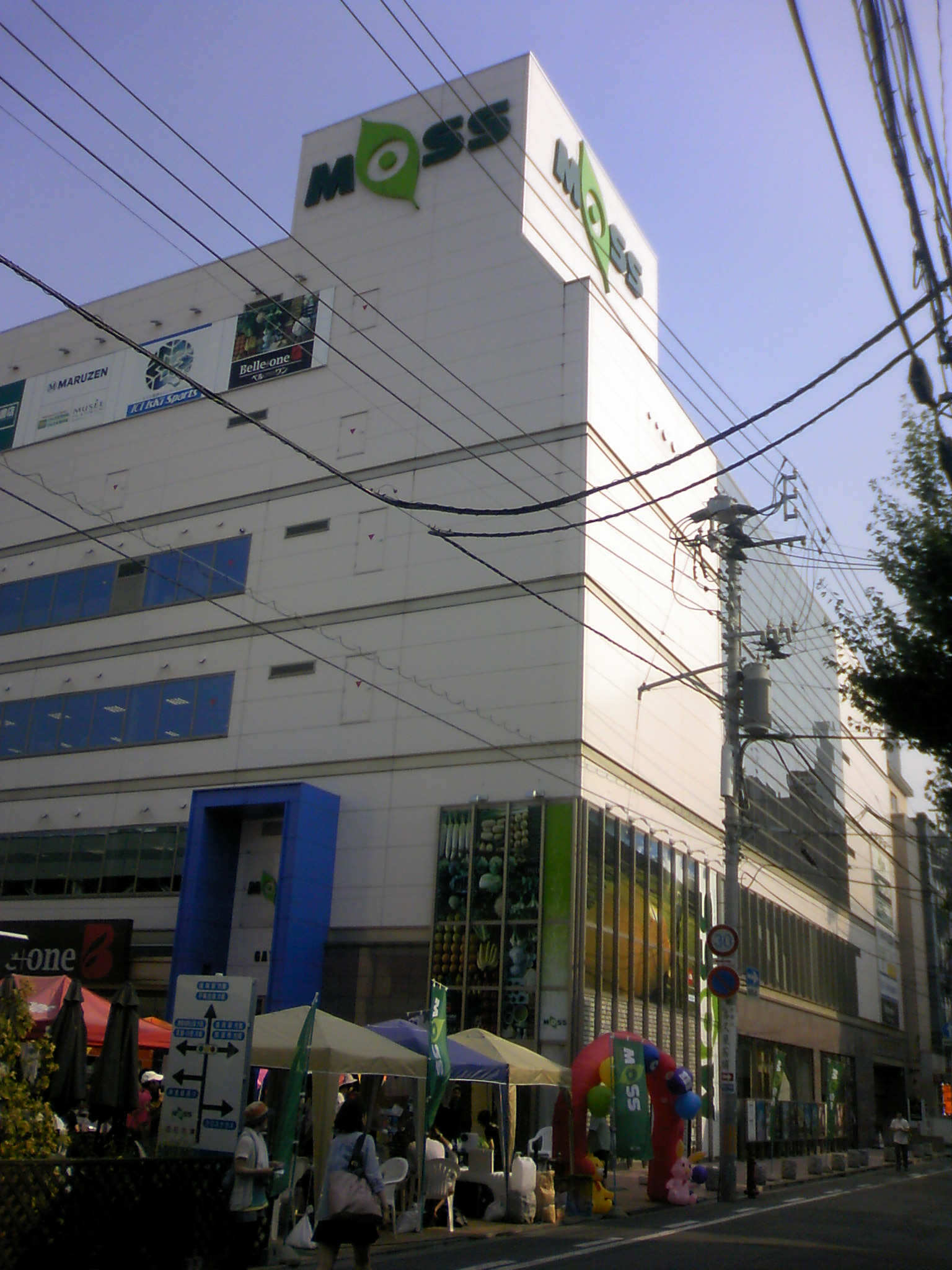
フォーラム盛岡があるMOSS
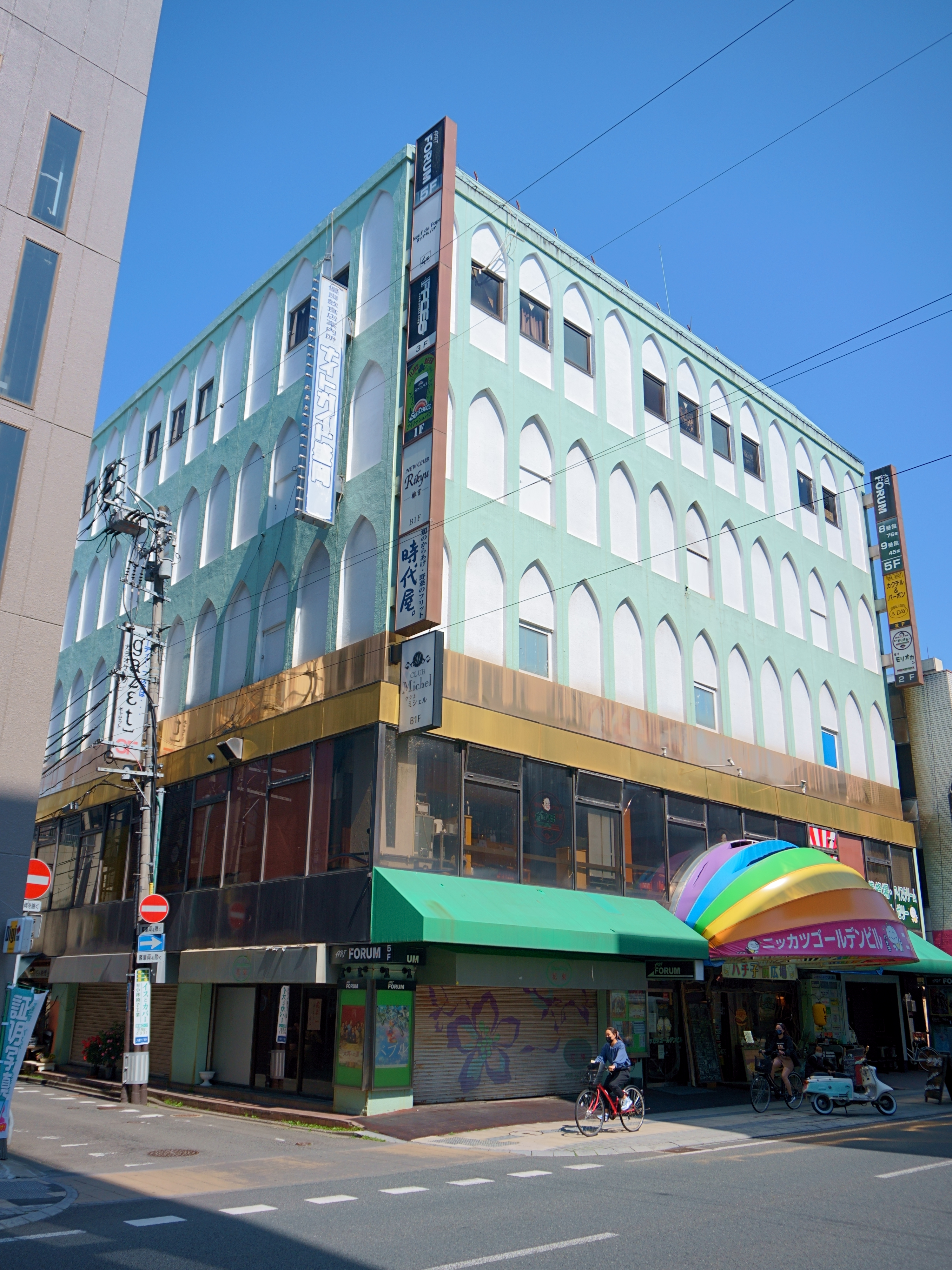
アートフォーラム

### 山形県
- （初代）フォーラム山形1・2（山形市大手町、1984年（昭和59年）7月開館 - 2005年（平成17年）4月閉館）

香澄町のベガスベガスビルへ移転。
- 山形ヌーベルF1・2（山形市、1989年（平成元年）4月開館 - 2001年（平成13年）3月閉館）

### 宮城県
- チネ・ラヴィータ（仙台市宮城野区榴岡、2004年（平成16年）6月開館 - 2024年（令和6年）3月閉館）

BiVi仙台駅東口 2階に所在した。3スクリーン、計211席。賃貸借契約満了により閉館。

### 青森県

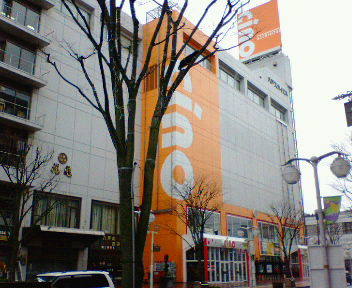
フォーラム八戸があったチーノはちのへ

- フォーラム八戸（八戸市十三日町16番地、2003年（平成15年）9月開館 - 2023年（令和5年）1月5日閉館）

チーノはちのへ5階(八戸スカイビル、旧イトーヨーカドー八戸店）に所在した。全9スクリーン、計777席。
運営はフォーラム運営委員会の現地法人である株式会社八戸フォーラムが行っていた。
入居するチーノはちのへの再開発着手に伴い閉館。

### 岩手県
- （初代）フォーラム盛岡（盛岡市大通1丁目、1993年（平成5年）8月開館 - 2006年（平成18年）12月閉館）

ヒグチビル2階に所在。当初は1スクリーンのみだったが、1994年（平成5年）6月に「フォーラム盛岡2」、1995年（平成5年）5月に「フォーラム盛岡3」がそれぞれ開館し、最終的に全3スクリーンとなった。
大通2丁目に開業した商業施設「MOSS」へ移転。
- アートフォーラム（盛岡市ニッカツゴールデンビル 5階、2009年8月開館 - 2023年4月20日閉館）

2スクリーン、119席。
2025年春より場所を大通に移して再開する予定。

### 福島県
- 福島東宝スカラ座（福島市、1993年（平成5年）5月開館 - 1997年（平成9年）閉館）

フォーラム福島5・6の開館により閉館。